# Diadegma basale
Diadegma basale är en stekelart som beskrevs av Horstmann 1980. Diadegma basale ingår i släktet Diadegma och familjen brokparasitsteklar. Inga underarter finns listade i Catalogue of Life.